# ワイト島ライヴ
ワイト島ライヴ(Live at the Isle of Wight Festival)は、エマーソン・レイク・アンド・パーマー（ELP）のライブ・アルバム。1970年8月29日に「第3回ワイト島ポップ・フェスティバル」にて録音されて、1997年に発表された。

## 内容
ELPは1970年8月23日にプリマス・ギルドホールで初舞台を踏んでおり、6日後の8月29日に出演した第3回ワイト島ポップ・フェスティバルは彼らの二番目のライブに相当する。キース・エマーソンはインタビューにおいて「あれ（プリマスでの初舞台）は（ワイト島ポップ・フェスティバルに出演する為の）ウォーム・アップだった」と明言しており、ワイト島でのステージがELPの実質的なデビューだという意見を持つ者も少なくない。音質や演奏の良さよりも「歴史的なステージ」の記録という意味合いが強い作品であると言えよう。
「展覧会の絵」の最後に、エマーソンとグレッグ・レイクがステージの両脇に設置された錬鉄の大砲から順番に空包を撃っている。
「ロンド」はエマーソンが1960年代に在籍したザ・ナイスの作品で、デイヴ・ブルーベックの'Blue Rondo à la Turk'の改作である。冒頭にヨハン・ゼバスティアン・バッハ作曲の「イタリア協奏曲」第三楽章の最初の24小節が演奏されている。

## 収録曲
1. 未開人 – The Barbarian (Béla Bartók, arr. Emerson, Greg Lake, Carl Palmer)
2. 石をとれ – Take a Pebble (Lake)
3. 展覧会の絵 – Pictures at an Exhibition: Promenade (Modest Mussorgsky) / The Gnome (Mussorgsky, Palmer) / Promenade  (Mussorgsky, Lake) - The Sage (Lake) / The Old Castle (Mussorgsky, Emerson) - Blues Variation (Emerson, Lake, Palmer) / Promenade (Mussorgsky) / Baba Yaga (Mussorgsky, Emerson, Lake, Palmer) / The Great Gates of Kiev (Mussorgsky, Lake)
4. ロンド – Rondo (Dave Brubeck)
5. ナットロッカー – Nut Rocker (Pyotr Ilyich Tchaikovsky, Kim Fowley)
6. ELP、ワイト島フェスティバルを語る（インタビュー）

| 各トラックの英題と作詞・作曲はCD（Manticore, M-CD101）のライナーノーツ、演奏時間は en:Live_at_the_Isle_of_Wight_Festival_1970_(Emerson,_Lake_&_Palmer_album) による。合計時間はボーナス・トラックの#6（8:16）を含んでいない。 |                                                                                   |                                                                        |       |
| # | タイトル                                                                          | 作詞・作曲                                                             | 時間  |
| 1. | 「The Barbarian (未開人)」(instrumental)                                          | Adapted from Bela Bartok's Allegro Barbaro by Emerson, Lake and Palmer | 5:07  |
| 2. | 「Take a Pebble (石をとれ)」                                                      | Lake                                                                   | 11:47 |
| 3. | 「Pictures at an Exhibition (展覧会の絵)」                                        | Mussorgsky/Emerson, Lake and Palmer                                    | 34:30 |
| 4. | 「Rondo (ロンド)」(instrumental)                                                  | Brubeck                                                                | 6:12  |
| 5. | 「Nutrocker (ナットロッカー)」(instrumental)                                      | Fowley                                                                 | 4:49  |
| 6. | 「(- Bonus Track -) Emerson, Lake and Palmer discuss the Isle of Wight Festival」 |                                                                        |       |
| 合計時間: | 合計時間:                                                                         | 合計時間:                                                              | 62:25 |

## 参加ミュージシャン
CD（Manticore, M-CD101）のライナーノーツに基づく。
Emerson, Lake & Palmer
- Keith Emerson – ハモンド・オルガン、ピアノ、モーグ・シンセサイザー
- Greg Lake – ベース・ギター、アコースティック・ギター、ボーカル
- Carl Palmer – ドラムス、パーカッション